# Taxeotis lechrioschema
Taxeotis lechrioschema är en fjärilsart som beskrevs av Turner 1939. Taxeotis lechrioschema ingår i släktet Taxeotis och familjen mätare. Inga underarter finns listade i Catalogue of Life.